# Habenaria maitlandii
Habenaria maitlandii là một loài thực vật thuộc họ Orchidaceae. Đây là loài đặc hữu của Cameroon. Môi trường sống tự nhiên của chúng là đồng cỏ khô nhiệt đới hoặc cận nhiệt đới vùng đất thấp. Chúng hiện đang bị đe dọa vì mất môi trường sống.